# 摩纳哥死刑制度
1962年，摩纳哥废除了死刑。
1962年12月17日的摩纳哥宪法规定:
"废除死刑"
最后一次处决发生在1847年。